# Le Mage (Massenet)
Le mage (títol original en francès, El mag) és una òpera en cinc actes amb música de Jules Massenet i llibret en francès de Jean Richepin. Es va estrenar a l'Òpera de París el 16 de març de 1891.
A la seva estrena va gaudir de 31 actuacions, però des d'aleshores no s'ha representat si exceptuem una representació a la Haia el 1896 i una versió de concert al Festival Massenet de Sant-Étienne. És, per tant, una de les òperes menys conegudes de Massenet, tot i que fou composta en el període més inspirat del compositor.
Le mage ens porta el gust per l'exòtic de finals del segle xix. La música va rebre les influències wagnerianes filtrades a través de l'experiència d'un orquestrador subtil, amb una estructura comparable als grans llibrets meyerbeerianes. D'un extrem a un altre, fins i tot durant el ballet, l'òpera requereix l'atenció de l'espectador, de vegades pel drama, oscil·lant entre la grandesa i la intimitat, de vegades només pel poder de la música i vocal que requereix un quartet de grans veus líriques.